# Vichères (Liddes)
Pour les articles homonymes, voir Vichères.
 (février 2023).

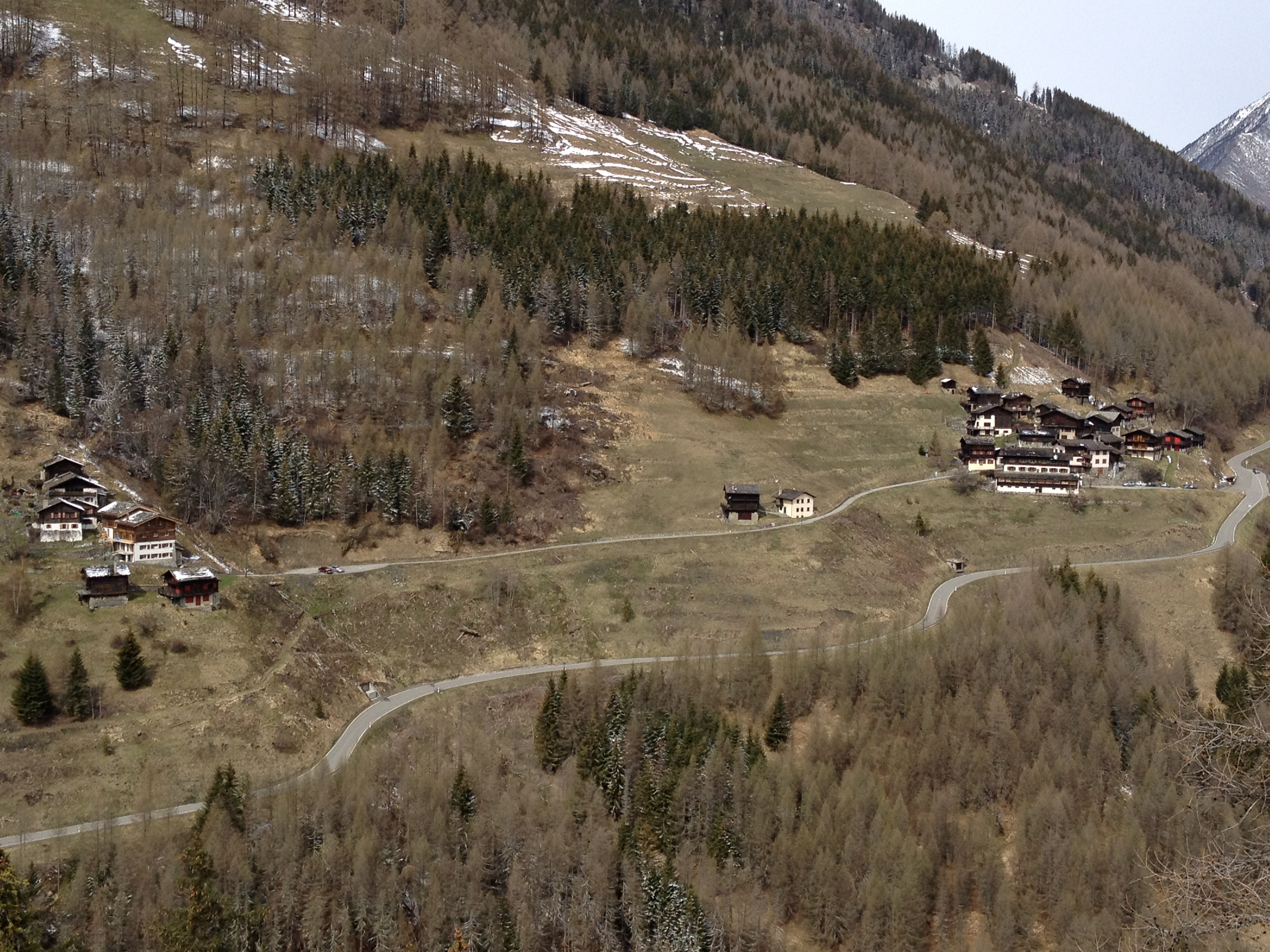

Vichères est une localité ainsi qu'une petite station de ski située sur le territoire de la commune valaisanne de Liddes, en Suisse, sur la route d'accès au col du Grand-Saint-Bernard.

## Domaine skiable
Le petit domaine skiable de Vichères/Liddes est constitué d'un télésiège et de deux téléskis. Il dessert des pistes orientées au nord-est, à une altitude comprise entre 1 599 et 2 271 m d'altitude. Sans une subvention de la commune de Liddes, reconduite chaque année, la société d'exploitation des remontées mécaniques serait nettement déficitaire.
Le lent télésiège 2-places de construction ancienne - 1973 - est accessible à une centaine de mètres du parking. Il rejoint le domaine d'altitude à 2 047 m. De là, deux pistes, dont une route enneigée de difficulté bleue et une noire difficile mais large, permettent de rejoindre le bas du domaine. Sur les hauteurs du domaine, un téléski excentré sur la gauche dessert le sommet de La Chaux et quatre larges pistes bien régulières, de difficulté moyenne. Un deuxième téléski sur la droite, plus lent, dessert une piste particulièrement adaptée aux skieurs de niveau débutant. L'intégralité du domaine d'altitude est situé au-delà de la forêt, ce qui permet de pratiquer le ski hors-piste sur des pentes relativement douces et régulières.
La station propose, avec le PASS Saint-bernard une offre forfaitaire commune avec les stations voisines de Champex-Lac et de La Fouly qui comprend également de nombreuses activités et les transports publics au départ d'Orsières.